# Dinkelscherben
Dinkelscherben est une ville-marché (markt) de Bavière en Allemagne, situé dans l'arrondissement d'Augsbourg et le district de Souabe.

## Géographie

Situation de Dinkelscherben (en rouge) dans l'arrondissement d'Augsbourg

Dinkelscherben est situé sur la rivière Zusam, affluent du Danube, dans le parc naturel d'Augsbourg-Westliche-Wälder, à la limite avec l'arrondissement de Günzburg, à 25 km à l'ouest d'Augsbourg.
La commune est composée des dix villages suivants (population en 2010) :
- Anried (371) ;
- Breitenbronn (241) ;
- Dinkelscherben (3 717) ;
- Ettelried (336) ;
- Fleinhausen (300) ;
- Grünenbaindt (308) ;
- Häder (503) ;
- Lindach (149) ;
- Oberschöneberg (776) ;
- Ried (378).

Communes limitrophes (en commençant par le nord et dans le sens des aiguilles d'une montre) : Zusmarshausen, Horgau, Kutzenhausen, Ustersbach, Fischach, Ziemetshausen, Münsterhausen et Burtenbach.

## Histoire

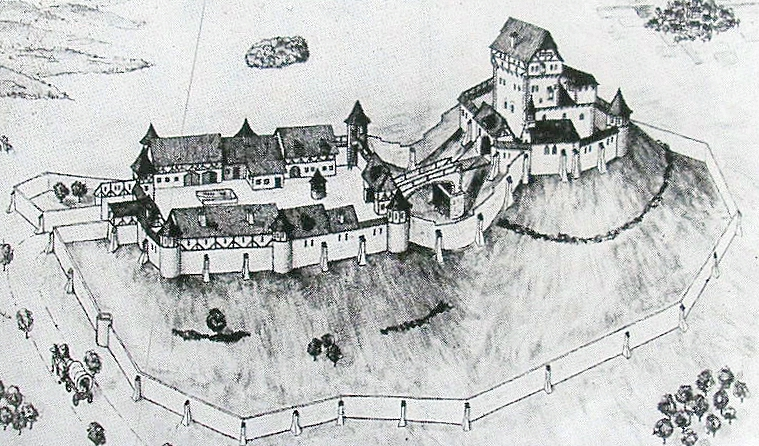
Reconstitution du château de Zusameck

La première mention écrite de Dinkelscherben date de 1162. Au XIVe siècle, le village appartient au margraviat de Burgau.
De 1430 à la sécularisation de 1803, Dinkelscherben fait partie des domaines du chapitre de la cathédrale d'Augsbourg. Le village est défendu par le château de Zusamecj, édifié au XVe siècle sur la colline voisine.
En 1803, le village est intégré au royaume de Bavière. Le village est érigé en commune en 1818 et il fera partie de l'arrondissement de Zusmarshausen jusqu'à la disparition de ce dernier en 1929, date à laquelle il sera incorporé à l'arrondissement d'Augsbourg.
L'ouverture de la ligne de chemin de fer Augsbourg-Ulm en 1854 permet le développement de la petite cité.
Lors des réformes administratives des années 1970, la commune d'Anried est incorporée au territoire de Dinkelscherben en 1972, suivie par celle d'Ettelried en 1977 et par celles de Häder, Lindach, Breitenbronn, Fleinhausen, Grünenbaindt, Oberschöneberg et Ried en 1978.

## Démographie
Village de Dinkelscherben seul :
| 1910  | 1933  | 1939  | 1960  | 1972  | 2009  |
| ----- | ----- | ----- | ----- | ----- | ----- |
| 1 043 | 1 118 | 1 130 | 2 162 | 2 750 | 3 717 |

Marché de Dinkelscherben dans ses limites actuelles :
| 1840  | 1871  | 1900  | 1910  | 1925  | 1933  | 1939  | 1950   | 1961  |
| ----- | ----- | ----- | ----- | ----- | ----- | ----- | ------ | ----- |
| 3 223 | 3 602 | 3 820 | 4 040 | 3 896 | 3 891 | 3 767 | 6 043, | 5 199 |

| 1970  | 1987  | 2000  | 2005  | 2009  | - | - | - | - |
| ----- | ----- | ----- | ----- | ----- | - | - | - | - |
| 5 814 | 6 154 | 6 755 | 6 628 | 6 520 | - | - | - | - |

## Édifices remarquables

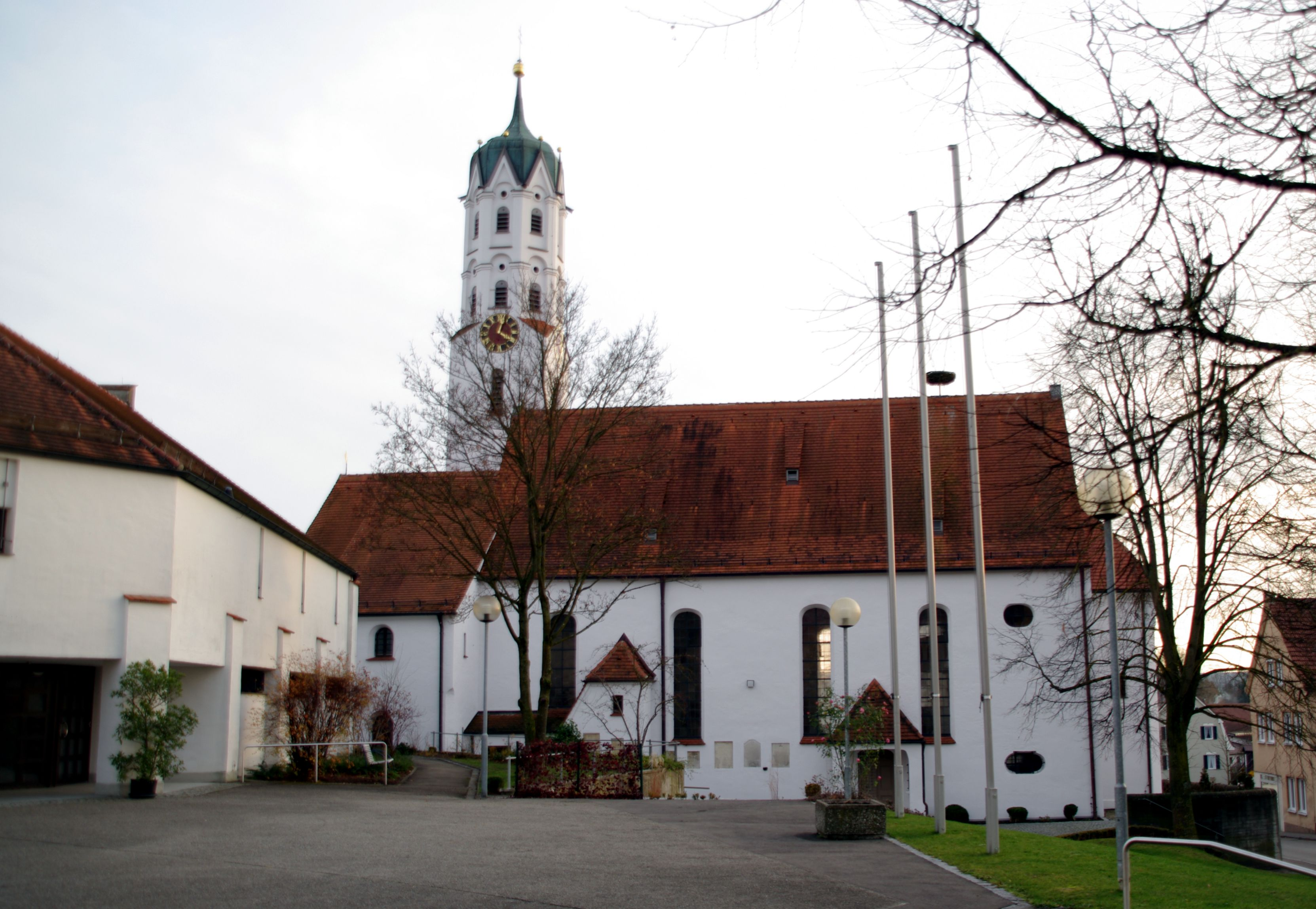
L'église Ste Anne de Dinkelscherben

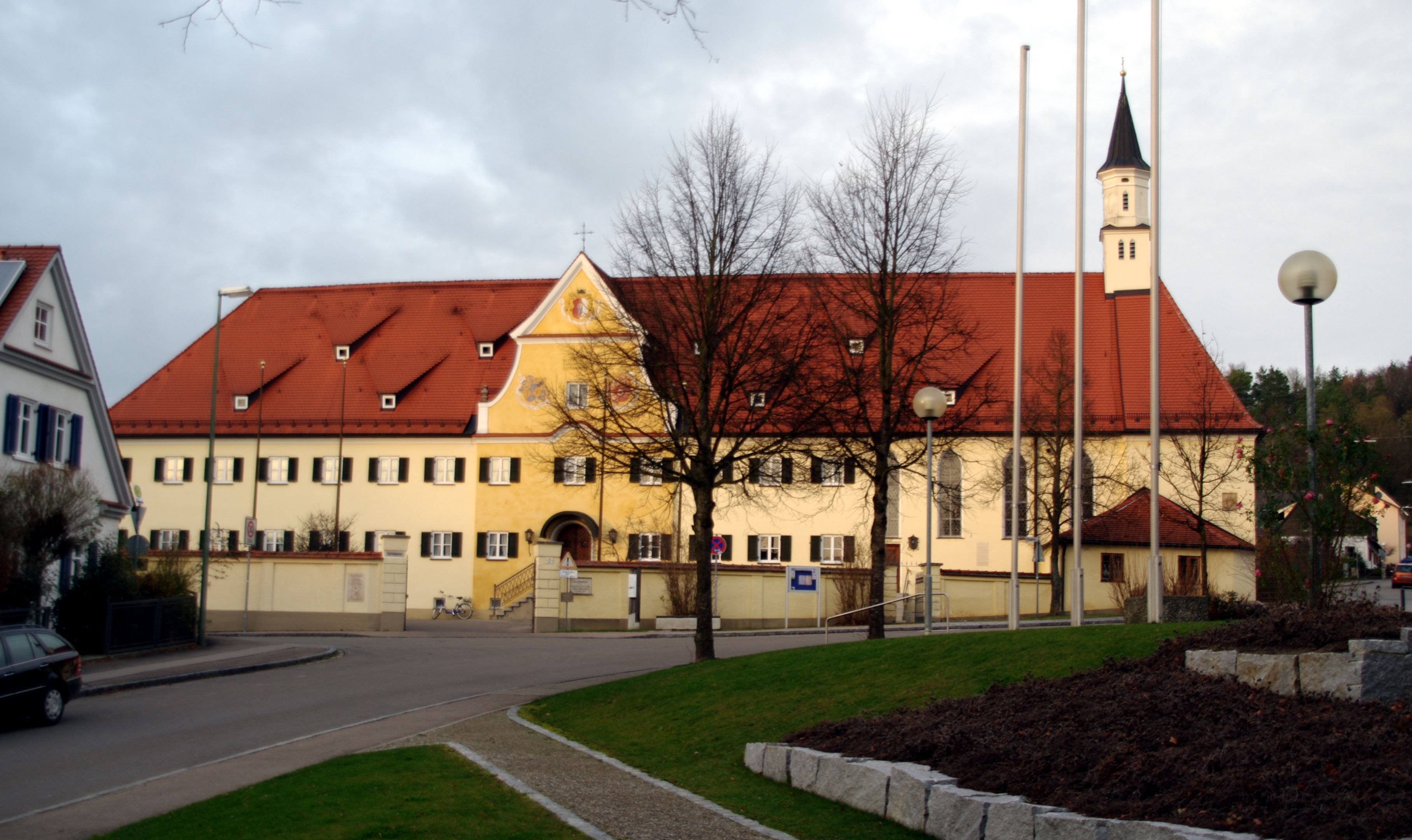
L'ancien hôpital de Dinkelscherben

- Dinkelscherben, église catholique Ste Anne consacrée en 1507, de style gothique (clocher ajouté en 1580. L'église a été entièrement redécorée en style baroque au XVIIIe siècle ;
- Dinkelscherben, ancien hôpital, maison de retraite de nos jours ;
- Dinkelscherben, chapelle de l'ancien château de Zusameck ;
- Ettelried, église catholique Ste Catherine datant de 1688 ;
- Oberschöneberg, église catholique St Ulrich datant de 1726-1730 ;
- Breitenbronn, église catholique Ste Marguerite du XVIIIe siècle ;
- Fleinhausen, église catholique St Nicolas de style gothique datant du XVe siècle ;
- Grünenbaindt, église catholique Sts Pierre et Paul datant du XVe siècle, agrandie au XIXe siècle ;
- Häder, église catholique St Étienne datant de 1755-1760 ;
- Ried, église catholique Notre-Dame datant de 1725.

## Personnalités
- Julius Streicher, (1885-1946), né à Fleinhausen, dirigeant nazi, directeur du journal Der Stürmer, exécuté à Nuremberg.
- Otto Geiselhart (1890-1933), député social-démocrate ;
- Josef Miller (1947-), homme politique né à Oberschöneberg.

## Jumelages
- Brunstatt (France) depuis 1980, dans le département du Haut-Rhin, en Alsace
- Kunbaja (Hongrie), dans le comitat de Bács-Kiskun.